# 马里奥·梅尔奇奥特
马里奥·梅尔奇奥特（荷蘭語：Mario Melchiot，1976年11月4日—）荷蘭足球運動員，擔任後衛，可擔任右閘或中堅。

## 生平

### 球會

#### 阿積士
米茲洛是於荷蘭首都阿姆斯特丹出生和成長，屬蘇里南裔人。其後加入阿積士青年軍，為阿積士青訓產品。其第一次出場是於1996-97年球季，曾參與過歐冠盃。在效力阿積士三季間，米茲洛助球隊於1998年贏得荷甲冠軍，同時又在1998年、1999年贏得荷蘭盃。

#### 車路士
1999年，米茲洛以博斯曼法案，自由身轉會英超球隊車路士。在加盟第一個球季，米茲洛便協助車路士，於2000年贏得英格蘭足總盃。其時他司職右閘，與、等球員組成一條穩健防線。然而，自2003年6月俄羅斯富商阿巴莫域治入主車路士後，運用大量資金羅致球員，不斷壓縮米茲洛的上陣機會，包括2003年引入後衛，和2004年6月引入的後衛。

#### 伯明翰
在上陣機日漸減少後，米茲洛於2004年7月轉投伯明翰城，簽訂4年合約。米茲洛在伯明翰城對樸茨茅夫的比賽首次上陣。但整體上因伯明翰實力有限，米茲洛基本都是協助球會打護級戰。在2005-06年球季，伯明翰成績急轉直下，並於2006年4月宣告護級失敗。結果在2006年5月7日上陣對保頓後，米茲洛選擇離開伯明翰城。

#### 雷恩
2006年8月，米茲洛與法甲的雷恩簽訂一年合約，在對摩納哥的比賽首次代表雷恩。在效力一季間，米茲洛上陣了三十場聯賽，取得兩個入球。

#### 韋根
2007年夏季，米茲洛與雷恩的合約結束，米茲洛決定重回英超，於6月15日以自由轉會形式加盟韋根。在三季內，米茲洛為韋根核心主力，上陣了近一百場聯賽。而自2007年7月24日起，米茲洛更被選為隊長。
2010年6月4日，年屆33歲的米茲洛，由於未能與韋根談妥新約，離開英超，加盟卡塔爾球會乌姆锡拉勒，但只簽約一年。季末離隊，回復自由身。

## 國家隊
米茲洛共21次代表荷蘭國家隊上陣，他於2000年10月11日首次代表國家隊上陣2002年世界盃外圍賽對葡萄牙的比賽。自離開車路士後，米茲洛只效力小球會，一直未受國家隊注意。
2008年6月，米茲洛入選了荷蘭國家隊參加2008年歐洲國家盃的23人名單，但只後備上陣一次。

## 外部連結
- 米茲洛資料數據 （页面存档备份，存于）
- soccerbase 米茲洛數據
- Icons.com 米茲洛官方網頁
- Wereld van oranje.nl 米茲洛資料（荷兰文）